# Hellmuth Allwill Fritzsche
Hellmuth Allwill Fritzsche (* 15. März 1901 in Dresden; † 15. März 1942 in Roslawe) war ein deutscher Kunsthistoriker.
Fritzsche studierte Philosophie und Kunstgeschichte und wurde bei Paul Frankl (1878–1962) in Halle promoviert. Er war Wissenschaftler an der Landesanstalt für Volkheitskunde in Halle und ein Assistent des Kunstsammlers Karl Ernst Osthaus, der ihn zudem als Teilerben einsetzt. Fritzsche ist es zu verdanken, dass das „Damaskuszimmer“, eine 1899 von Osthaus aus Damaskus importiertes Raumausstattung nicht in Privatbesitz blieb. Es gelang ihm, die Erbengemeinschaft davon zu überzeugen, das noch in den Originalboxen verpackte Zimmer 1930 dem Völkerkundemuseum seiner Heimatstadt zu schenken. Fritzsche fiel 1942 an der Front in Russland.
Bekannt wurde er durch seine Biografie zu Bernardo Bellotto, die er 1931 als Hochschulschrift vorgelegt hatte, und die 1936 auch im Druck erschien.

## Werke (Auswahl)
- Bad Lauchstädt als Kunstdenkmal. In: Schriftenreihe des Verbandes zur Förderung der Museumsinteressen in der Provinz Sachsen und im Freistaat Anhalt e. V. Halle 1932, S. 121–128.
- Pöppelmann’s Werden und Reifen am Dresdner Zwinger. In: Architectura: Zeitschrift für Geschichte und Aesthetik der Baukunst. Band 1, Nr. 4, 1933, S. 144–148, ISSN 2365-4775 (digi.ub.uni-heidelberg.de).
- Bernardo Bellotto genannt Canaletto. In: Beitrige zur Kunstgeschichte. Band 3, A. Hopfer, Burg bei Magdeburg 1936 (zugleich Inaugural-Dissertation, verfasst und zur Erlangung der Doktorwürde der Hohen philosophischen Fakultät der Martin-Luther-Universität Halle/Wittenberg vorgelegt 1931).